# Флаг Владимира
Флаг муниципального образования, города Влади́мир, Владимирской области, Российской Федерации — опознавательно-правовой знак, служащий официальным символом муниципального образования.
Флаг утверждён 13 июня 1996 года решением Владимирского городского Совета народных депутатов № 58.

## Описание
Впервые флаг был утверждён решением городского Совета народных депутатов от 13 июня 1996 года № 58 «О положении о флаге города Владимира», описание флага гласило:

«Флаг города Владимира представляет собой прямоугольное полотнище с отношением ширины к длине 2:3 багряного цвета с односторонним изображением в центре флага основного элемента герба города Владимира — развёрнутого от древка изображения стоящего на задних лапах льва, имеющего на голове железную корону, держащего в передней правой лапе длинный серебряный крест.
Габаритная ширина изображения основного элемента герба, на флаге города Владимира должна составлять 2/5 части длины полотнища флага».

## Обоснование символики
Флаг, разработанный на основе герба, языком символов и аллегорий, отображает исторические особенности города Владимир.
Герб города Владимир — лев — по своему происхождению один из самых древних символов в русской геральдике, ему более семисот лет. Он возник в XII веке как родовой знак Владимиро-Суздальских князей. Изображение льва — один из наиболее распространённых сюжетов в декоративном оформлении храмов, построенных на Владимирской земле в XII—XIV веках, например, в настенных рельефах Успенского (1158—1161 гг.) и Дмитриевского (1193—1197 гг.) соборов во Владимире, Церкви Покрова на Нерли (1156 г.) и особенно в главном рельефе Георгиевского собора (1230—1234 гг.), где лев изображён на воинском щите, там, где традиционно помещали герб западноевропейские рыцари. Фигура льва в геральдике, как правило символизирует силу, храбрость, власть, что не противоречит главной политической идее Владимиро-Суздальских князей в XII—XIII веках — создание княжеской власти, способной преодолеть феодальную раздробленность Руси.
На Владимирском гербе, помещённом в «Титулярнике» 1672 года, у льва появились атрибуты — корона и крест в лапах. А на знамёнах Владимирских полков 1712 года лев изображён без короны. В Знамённом гербовнике 1730 года впервые голова льва повёрнута в фас: это изображение было использовано при составлении официально утверждённого герба в 1781 году.